# Laos na Letnich Igrzyskach Paraolimpijskich 2008
Laos na Letnich Igrzyskach Paraolimpijskich w Pekinie reprezentował 1 zawodnik.

## Medale

### Brąz
- Eay Simay – podnoszenie ciężarów, kategoria do 48 kg

## Kadra

### Podnoszenie ciężarów
- Eay Simay

kategoria do 48 kg – 3. miejsce (157,5 kg)